# Sesé Mateo
María José Mateo García (Chapela, Redondela, 1965 - ibidem, 20 de febrero de 2017), conocida también como Sesé Mateo a causa de su apodo, fue una activista social y poetisa aficionada española, asesinada por su expareja en un crimen de violencia de género.

## Biografía
María José nació y pasó los primeros años de su vida en Chapela, hasta que cumplida la mayoría de edad marchó a Venezuela en compañía de su entonces pareja. Durante los diez años que precedieron a su retorno a su localidad natal tuvo dos hijos, Lucía y Joshua, y participó en diferentes asociaciones culturales y de reivindicación política. De vuelta en España, dio continuidad a su faceta como activista: colaboró con el centro social okupado Ruela de Núñez; intervino en movimientos sociales varios; promovió la exhumación de la fosa común donde, entre otros represaliados durante la guerra civil, se encontraba su abuelo; asumió funciones de representación sindical de sus compañeros de empresa en la Confederación Intersindical Galega y militó en la Coordinadora Feminista Donicela.
Entrada la década de 2000, inició una relación con Emilio Fernández Castro, que concluyó en un proceso de separación inamistosa pero no sin antes haber alumbrado un hijo en común, Igor. En 2015 le fue diagnosticado un cáncer de mama, del cual se había recuperado cuando el 20 de febrero de 2017 Emilio Fernández se presentó en su domicilio estando ella ausente y, resentido por la ruptura de la relación, cortó la manguera de goma de dos bombonas de butano y roció la vivienda con gasolina. Una vez regresó su expareja por la noche, y tras un forcejeo con ella, detonó las bombonas, matando a ambos y destruyendo la casa familiar en una acción en la que la Delegación del Gobierno en Galicia juzgó premeditación.

## Legado y obra
El asesinato de María José dejó huérfanos a sus tres hijos, debiendo el segundo, Joshua, hacerse cargo del más joven, Igor. Joshua además intervino en 2018 en un alegato en el Senado de España exponiendo su caso, con la pretensión de que en consecuencia fueran establecidos protocolos de ayuda a las familias de las víctimas de violencia de género.
Paralelamente, entre los escombros del hogar de Sesé fue encontrado un cuaderno en el que conservaba reflexiones durante la etapa en que estaba superando el cáncer y poemas escritos por ella, tanto en castellano como en gallego, que cubrían dos fases distintas de la vida de su autora –primero las décadas de 1980 y de 1990, y por último desde 2006 al mismo 2017–. En 2019 fueron editados en el libro No camiño do vento, seguidos de un análisis por parte de la poetisa Míriam Ferradáns y un texto de la periodista y profesora Ana Belén Puñal, y cuya recaudación es destinada por la Fundación Mujeres al cuidado de niños huérfanos por la violencia machista.